# Klenovice (Milešov)
Klenovice jsou velká vesnice, část obce Milešov v okrese Příbram ve Středočeském kraji. Nachází se asi 1,5 kilometru jihozápadně od Milešova. Je zde evidováno 392 adres. V roce 2011 zde trvale žilo 120 obyvatel.

## Historie
První písemná zmínka o vesnici pochází z roku 1490.

## Území
Území evidenční části Klenovice je totožné s katastrálním území Orlické Zlákovice o rozloze 6,98 km². Na území Zbenických Zlákovic i Orlických Zlákovic stojí i hráz Orlické přehrady, budované v letech 1954–1961, jejíž nádrž obojí Zlákovice zatopila.
Údolím východně od vesnice protéká Hrachovka, severozápadně od vesnice teče k Vltavě bezejmenný potok, v jehož údolí se nacházela dnes zatopená vesnice Orlické Zlákovice, vzdálená asi dva kilometry od vesnice Klenovice. 
Přímo ve vesnici Klenovice se na návsi nachází kaple, poblíž návsi je umístěný pietní pomník partyzána. U komunikace 10236 z Klenovic do Koubalovy Lhoty se na vyvýšeném návrší nachází výklenková kaple.
K evidenční části Klenovice však kromě samotné vesnice patří i rekreační osady podél orlické přehradní nádrže. Největší z nich jsou Trhovky, u nichž se  nachází i stejnojmenné přístaviště osobní lodní dopravy a kemp Trhovky. Na Trhovky severně navazuje lokalita V Borech či Bor, kde se nachází i kemp Bor. Ostroh s Trhovkami a Borem je završen kopcem zvaným Bořím (421 m). Na jeho úpatí směrem k řece se nacházela dnes zatopení vesnice Těchnice. Severněji za údolím bezejmenného přítoku Vltavy se nacházejí rekreační osady Struhy III, Struhy II a Struhy I, východně od Struh III statek V Lomech a další samoty. Kolem vrchu Písečná (433 m) se pak nacházejí ještě rekreační osady Loužek I, Loužek II a Salaš a samota Bárta. V zatopeném hlubokém údolí mezi Loužkem II a Salaší se nacházely Orlické Zlákovice. Poblíž orlické přehradní hráze se na území části Klenovice nachází kemp Popelíky, u nějž se nacházejí dva páry autobusových zastávek a přístaviště lodní dopravy. K území Klenovic patří ještě východní část hráze a jižní část solenické lávky přes Vltavu.

## Obyvatelstvo
| Rok            | 1869 | 1880 | 1890 | 1900 | 1910 | 1921 | 1930 | 1950 | 1961 | 1970 | 1980 | 1991 | 2001 | 2011 | 2021 |
| -------------- | ---- | ---- | ---- | ---- | ---- | ---- | ---- | ---- | ---- | ---- | ---- | ---- | ---- | ---- | ---- |
| Počet obyvatel | 562  | 587  | 543  | 570  | 546  | 518  | 491  | 345  | 161  | 117  | 96   | 74   | 72   | 120  | 91   |
| Počet domů     | 68   | 75   | 85   | 93   | 97   | 93   | 100  | 105  | 105  | 34   | 33   | 40   | 42   | 60   | 50   |

## Obecní správa
Při sčítání lidu v letech 1850–1960 Klenovice byly osadou obce Orlické Zlákovice, se kterým patřily nejprve do okresu Písek, ale od roku 1960 v okrese Příbram. Od 1. července 1960 jsou částí obce Milešov v okrese Příbram.

## Galerie

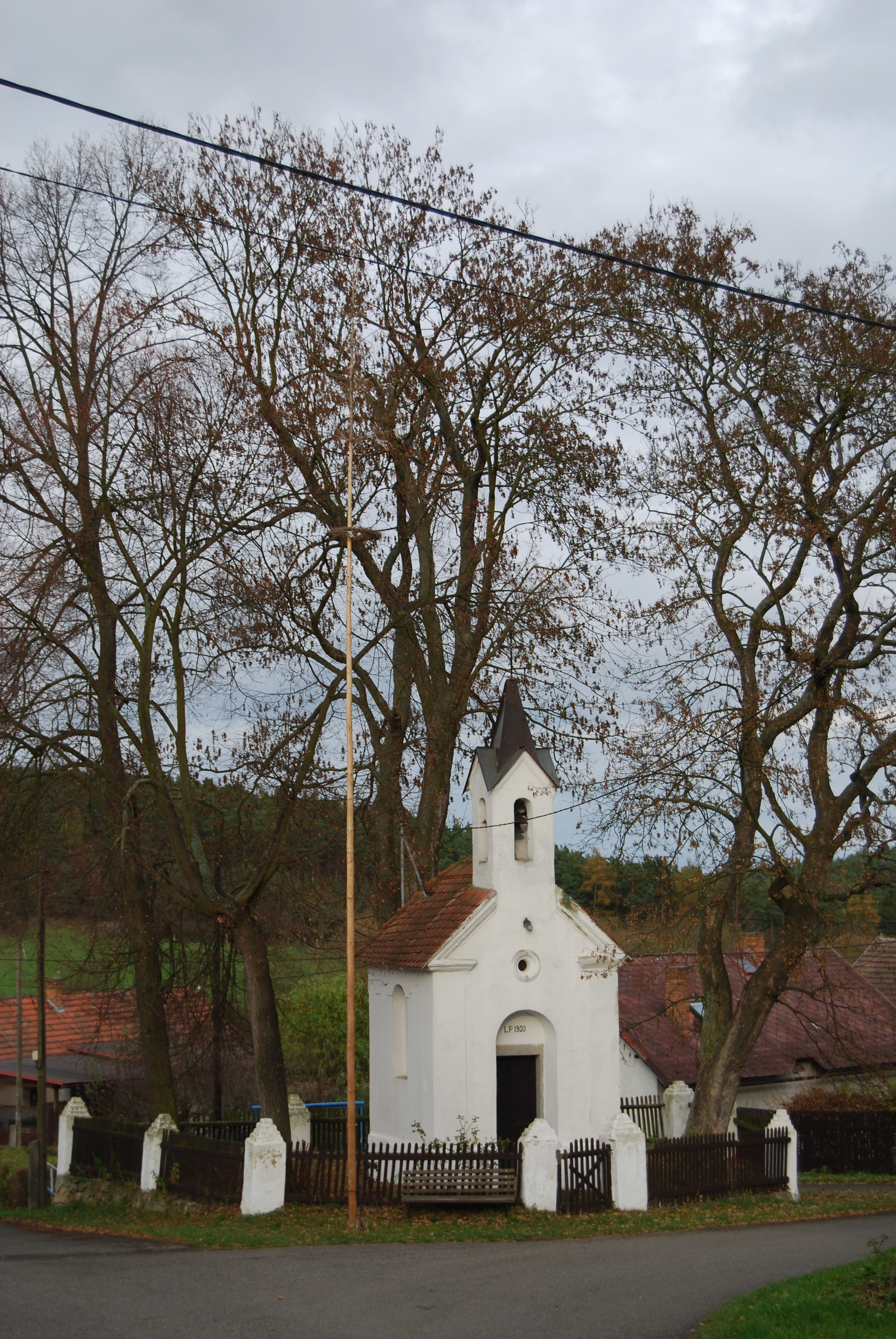
Návesní kaple
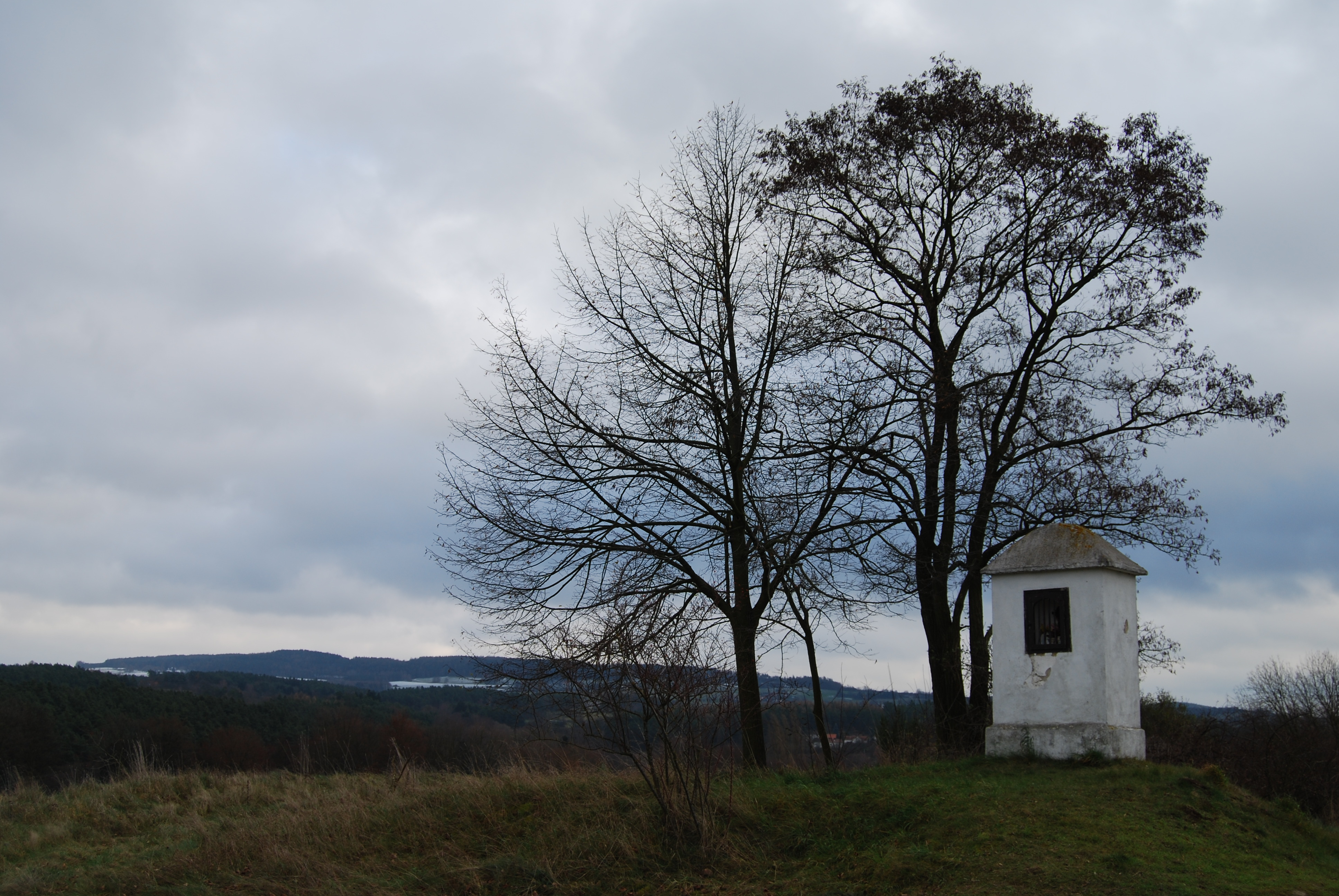
Výklenková kaple
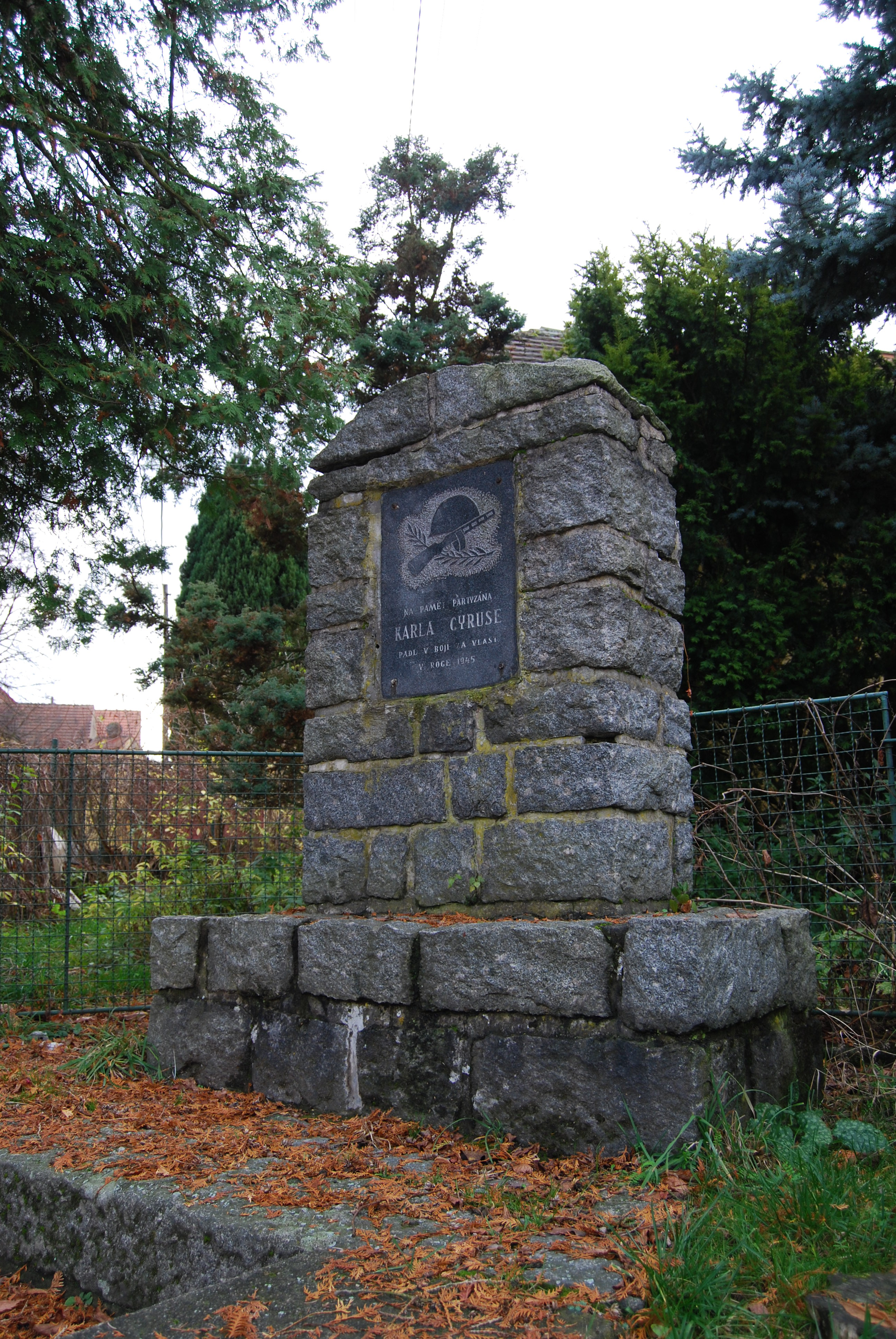
Pomník ve vesnici
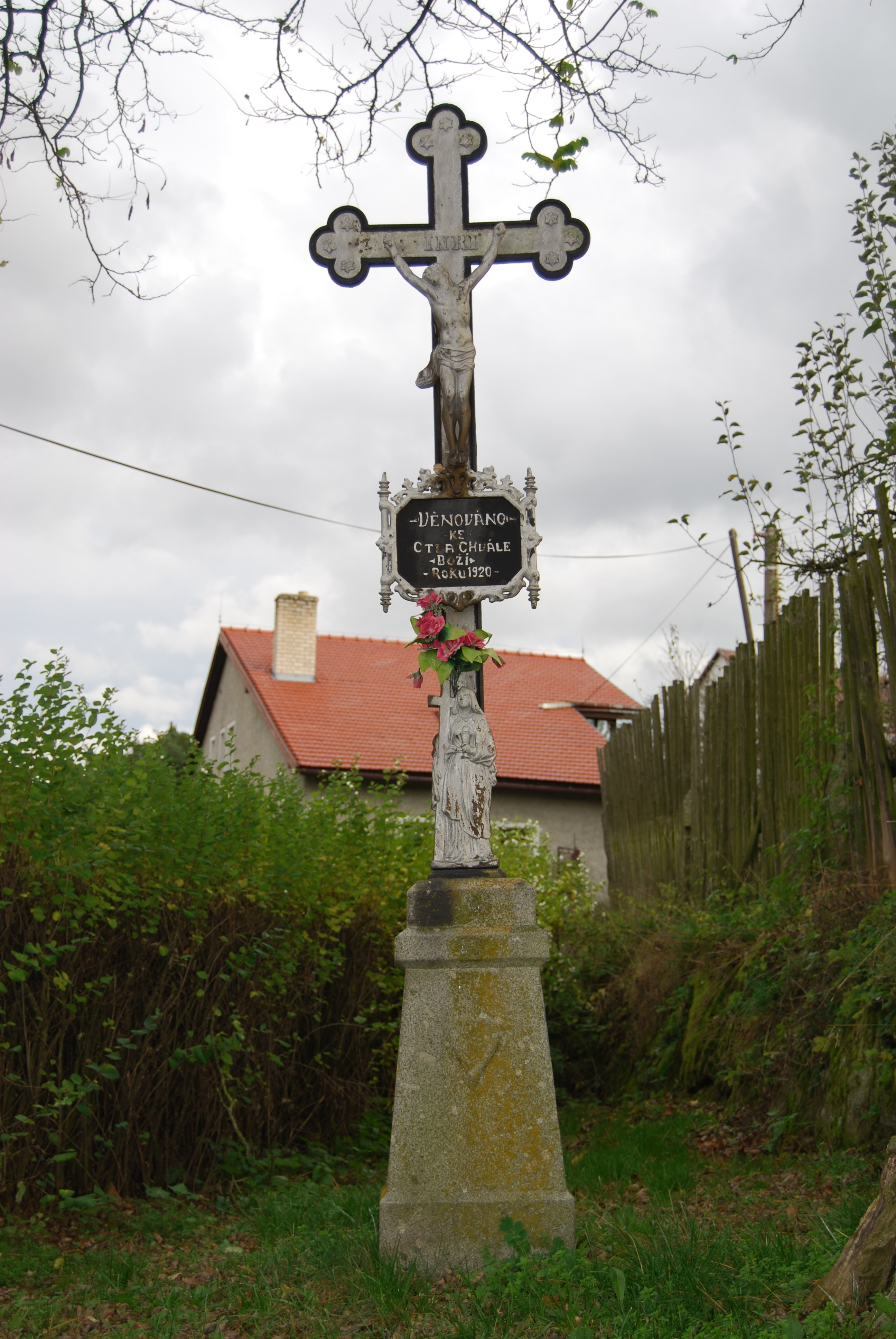
Kříž ve vsi